# Даря Калмикова
Даря Константиновна Калмикова (родена на 4 март 1983 г., Москва, РСФСР, СССР) е руска театрална и филмова актриса.

## Биография
Даря Калмикова е родена на 4 март 1983 г. в Москва. Баща – Константин Григориевич Мелик-Авакян (роден на 21 юли 1953 г.), филмов режисьор, бивш генерален директор на Централното студио за документални филми (ЦСДФ) (2001 – 2005). Дядо – Григорий Мелик-Авакян, арменски съветски режисьор, народен артист на Арменската ССР. Майка – Наталия Калмикова, театрален експерт. Дядо – Владимир Калмиков (1927 – 2008), народен артист на Руската федерация, работил в Руския академичен младежки театър (РАМТ). Баба, Галина Сергеевна Суворова, също актриса.
През 2003 г. завършва актьорския отдел на Московското училище-студио за художествен театър в Москва (ръководители на курса са Дмитрий Владимирович Брусникин и Роман Ефимович Козак).
Като студентка тя играе на сцената на Московския художествен театър на името на А. П. Чехов (НХАТ), където през 2001 г. дебютира в ролята на Арманд Бежар дьо Молиер в пиесата „Кабалът на Светия“ от режисьора Адолф Шапиро по пиесата „Заговорът на Светия“ от Михаил Булгаков. След завършване на университета, от 2003 до 2017 г., тя е член на трупата на Московското театрално студио под ръководството на Олег Табаков, където играе главни роли както в произведения на съвременни автори, така и в класическия репертоар. Тя получава професионални награди за работата си в театъра.
Калмикова участва много и плодотворно във филми: получава главните роли: „Курортен романс“, „Любов под прикритие“, „Мама се жени“, „Нова стара къща“, „Мама Люба“, „Пуанти за кифли“ и много други. В телевизията тя въплъщава образите на момичета с трудна съдба, съвременници и е заета с проекта „Театър на нациите“.